# Bulambuli (district)
Le district de Bulambuli est un district de l'est de l'Ouganda. Sa capitale est Bulambuli.

## Histoire
Ce district a été créé en 2010 par séparation de celui de Sironko.

## Personnalités
- Irene Muloni (née en 1960), femme d'affaires, femme politique et ingénieure.